# Pomatorhinus
Pomatorhinus (kruiplijsters) is een geslacht van zangvogels uit de familie Timaliidae (timalia's). 

## Kenmerken
Kruiplijsters hebben een vrij lange kromme snavel en een relatief lange staart.

## Leefwijze
Kruiplijsters zijn net als de andere soorten uit deze familie, vogels die op de bosbodem of in dichte ondergroei foerageren, vaak in luidruchtige groepjes. 

## Soorten
Het geslacht bevat de volgende soorten:
- Pomatorhinus bornensis  – Soendakruiplijster
- Pomatorhinus ferruginosus  – Zwartkapkruiplijster
- Pomatorhinus horsfieldii  – Travancorekruiplijster
- Pomatorhinus melanurus  – Ceylonese kruiplijster
- Pomatorhinus montanus  – Javaanse kruiplijster
- Pomatorhinus musicus  – Taiwankruiplijster
- Pomatorhinus ochraceiceps  – Roodsnavelkruiplijster
- Pomatorhinus phayrei  – Bruinkapkruiplijster
- Pomatorhinus ruficollis  – Roodnekkruiplijster
- Pomatorhinus schisticeps  – Witbrauwkruiplijster
- Pomatorhinus superciliaris  – Sikkelkruiplijster